# ディトアーズ
『ディトアーズ』(Detours)は、2008年にA&Mレコードからリリースされた、シェリル・クロウのオリジナル・アルバムである。
本国より約一週間早く日本で先行発売され、日本盤ではボーナストラックとして「Rise Up」「Beautiful Dream」の2曲が追加収録されている。ジャケットは紙製サックとなっており、カラー写真入りブックレットと、日本盤では日本語歌詞対訳・解説のブックレットが別途付属している。

## 収録曲
1. God Bless This Mess
2. Shine Over Babylon
3. Love is Free
ニューオーリンズの被災者となった人達に「愛をタダであげるわ」 と歌う、シェリル流のラヴ・ソング。
4. Peace Be Upon Us
5. Gasoline
6. Out Of Our Heads
7. Detours
8. Now That You're Gone
9. Drunk With The Thought Of You
10. Diamond Ring
11. Motivation
12. Make It Go Away (Radiation Song)
13. Love Is All There Is
14. Lullaby For Wyatt
15. Rise Up (*)
16. Beautiful Dream (*)

※ *は日本盤のみのボーナストラック。